# Sing It Again Rod
Sing It Again Rod é a primeira compilação do cantor Rod Stewart, lançado a 10 de Agosto de 1973.

## Faixas
1. "Reason to Believe"
2. "You Wear It Well"
3. "Mandolin Wind"
4. "Country Comfort"
5. "Maggie May"
6. "Handbags and Gladrags"
7. "Street Fighting Man"
8. "Twisting the Night Away"
9. "Lost Paraguayos"
10. "(I Know) I'm Losing You"
11. "Pinball Wizard"
12. "Gasoline Alley"

| Críticas profissionais                                                      | Críticas profissionais |
| Avaliações da crítica                                                       | Avaliações da crítica  |
| Fonte                                                                       | Avaliação              |
| --------------------------------------------------------------------------- | ---------------------- |
| allmusic                                                                    | [ 2 ]                  |
| Rolling Stone                                                               | (sem nota)             |
| Esta tabela precisa de ser acompanhada por texto em prosa. Consulte o guia. |                        |

## Paradas
| Paradas (1973) | Posição |
| -------------- | ------- |
| Billboard 200  | 31      |